# Харкорт, Уильям, 3-й граф Харкорт
Уильям Харкорт, 3-й граф Харкорт  (англ. William Harcourt, 3rd Earl Harcourt; 20 марта 1743, Оксфордшир — 17 июня 1830, Беркшир) — британский военачальник, фельдмаршал (19 июля 1821), наиболее известный своим командованием британской кавалерией в битве при Виллемсе (англ.) в 1794 в ходе французских революционных войн.

## Биография
Младший сын вице-короля Ирландии Саймона Харкорта, 1-го графа (англ.; 1714—1777), и его супруги Ребекки. Хотя графский титул был получен только отцом Уильяма, его семья относилась к старому дворянству и владела родовым поместьем Стэнтон-Харкорт (англ.) в Оксфордшире буквально с незапамятных времён (а точнее с 1191 года).
10 августа 1759 года 16-летний Уильям поступил на военную службу энсином 1-го полка Пешей гвардии. Уже 27 октября 1759 года он стал капитаном и перевёлся в 16-лёгкий драгунский полк своего отца. 30 июня 1760 он перешёл в 3-й драгунский полк и вместе с отцом сопровождал в Англию из Германии невесту короля Георга III, принцессу Мекленбург-Стрелицкую. В благодарность за это он получил придворную должность в штате королевы.
Во время Семилетней войны, когда Испания приняла решение поддержать Францию в её боевых действиях против Англии, британцы организовали (в 1762 году) военно-морскую экспедицию на Кубу, которую возглавил граф Албемарл. Харкорт был назначен адъютантом Албемарла. Экспедиция закончилась успехом: столица Кубы Гавана была после большого сражения занята англичанами (возвращена Испании по условиям мирного договора в конце войны).
По возвращении из Америки, Харкорт получил звание подполковника. В ноябре 1764 года он возглавил 31-й пехотный полк, в апреле 1765 — 4-й лёгкий драгунский, в июне 1768 — 16-й лёгкий драгунский.
В 1766 году он получил более высокую, чем прежде, придворную должность в штате короля, который занимал в течение следующих сорока лет, после чего был повышен ещё дважды, и к в 1818 году был главным конюшим её величества королевы.
Также Уильям Харкорт был членом палаты общин британского парламента от Оксфорда с 1768 по 1774 год.
В составе британской армии Уильям Харкорт принял участие в войне против провозгласивших свою независимость британских колоний в Северной Америке. Он командовал своим 16-м полком легких драгун в битве при Уайт-Плейнс в октябре 1776 года. В декабре 1776 года в Баскин-Ридже (англ.), Нью-Джерси, его подчинённые захватили в плен американского генерала Чарльза Ли (связь Харкорта с этим событием нуждается в уточнении). Получив звание полковника 29 августа 1777 года, в сентябре того же года Харкорт стал адъютантом короля, а в октябре 1779 года — почётным полковником 16-го полка легких драгун.
3 сентября 1778 года Харкорт женился на Мэри, вдове эсквайра Томаса Локхарта из Шотландии, и дочери преподобного У. Дэнби из Фарнли в Северном Йоркшире. В этом браке не было детей.

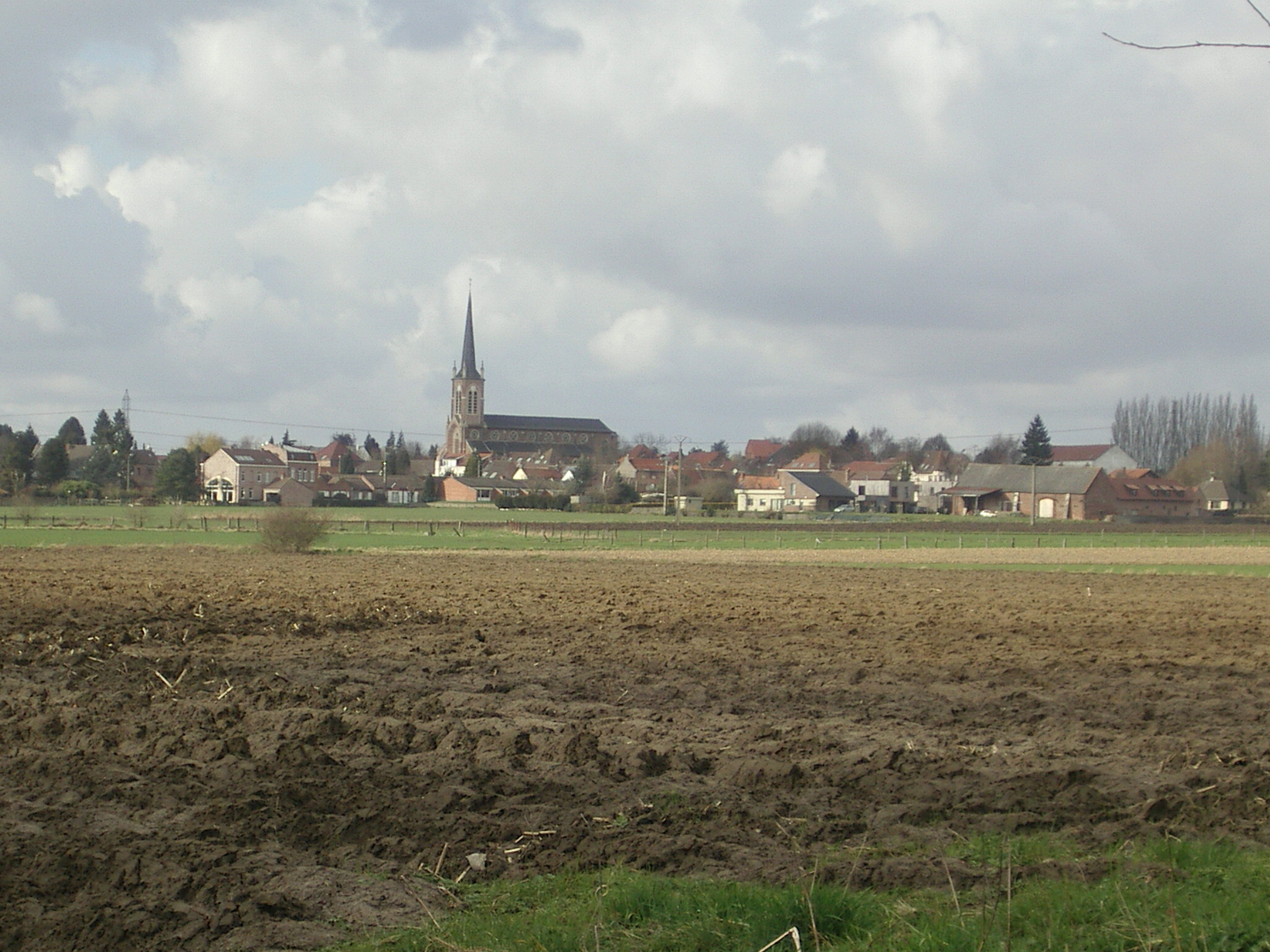
Поле битвы при Виллемсе (англ.).

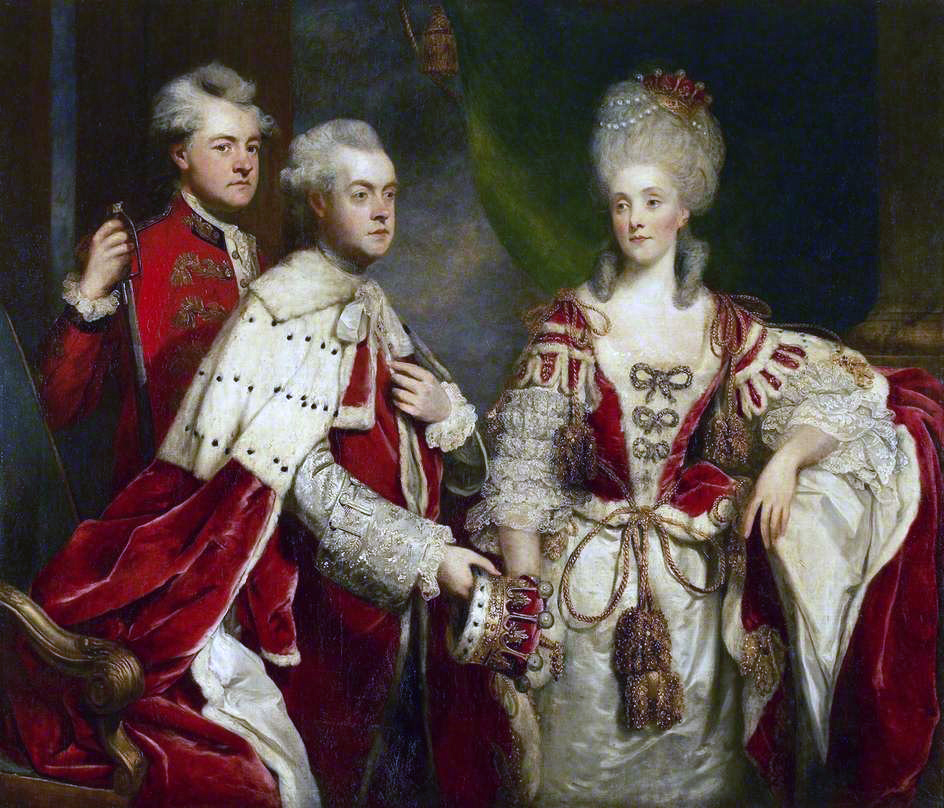
Джошуа Рейнольдс. Джордж Саймон Харкорт, 2-й граф Харкорт со своей супругой Элизабет Вернон и младшим братом Уильямом (Уильям слева). Музей Эшмола, Оксфорд.

20 ноября 1782 года Харкорт стал генерал-майором, а 18 октября 1793 года — генерал-лейтенантом. К этому времени он уже был человеком, весьма заметным в британском обществе. Ветеран двух военных компаний, придворный, пользовавшийся расположением короля, богатый землевладелец и, наконец, человек с опытом работы в парламенте, он был сочтён хороший кандидатом для назначения на высокую должность в действующую армию, которая высадилась во Фландрии с амбициозной целью прекратить Великую Французскую революцию.
Однако, кампания во Фландрии развилась неудачно для англичан. В битве при Виллемсе (англ.), где генерал Харкорт командовал всей британской кавалерией, сыгравшей в этом бою основную роль, он смог добиться некоторого успеха. Однако главнокомандующий герцог Йоркский, узнав о численном превосходстве французских сил, решил дожидаться прибытия подкреплений. В итоге французы под руководством генерала Пишегрю не только не были разбиты, но и сумели превратить не слишком удачное для себя сражение в стратегическую победу. В конце кампании во Фландрии, когда недовольство герцогом Йоркским сделалось слишком сильным, Харкорт сменил его, и руководил эвакуацией потерпевших поражение британских войск из Бремена назад в Англию. После этого непосредственного участия в боевых действиях он больше не принимал.
1 января 1798 года Харкорт был произведён в полные генералы. В этот период он занимал следующие должности: губернатор Форт-Уильяма (с 21 марта 1794, должность-синекура), губернатор Кингстон-апон-Халл (с 1795), губернатор (директор) Королевского военного колледжа в Грейт-Марлоу (июнь 1801), заместитель лорда-лейтенанта Беркшира (ноябрь 1801).
В 1809 году его старший брат, Джордж Саймон Харкорт, 2-й граф (англ.; 1736—1809), скончался бездетным, и Уильям унаследовал его титул (а также фактически унаследовал уже упоминавшуюся должность главного конюшего королевы).
В 1811 году Уильям Харкорт был назначен губернатором Портсмута, 20 мая 1820 года стал кавалером Большого креста ордена Бани и тогда же был произведён в фельдмаршалы. 19 июля 1821 года Харкорт участвовал в торжественной процессии по случаю коронации Георга IV. В 1827 году он стал губернатором Плимут.
Харкорт скончался в своём поместье Сен-Леонард-Хилл около деревушки Клевер, Беркшир, которое ранее купил у герцога Глостера, но похоронен был в родовой усыпальнице в Стэнтон-Харкорте. Как и старший брат, он не имел детей. Его наследником стал брат жены его брата, Эдвард Вернон, архиепископ Йоркский, который после этого добавил к своей фамилии фамилию Харкорт (но титулы графа и виконта, закреплённые за этой фамилией при условии их прямого наследования, пресеклись).
Уияльм Харкорт вместе с братом и его женой изображён на портрете кисти Рейнольдса. Два скульптурных изображения Харкорта находятся в приходской церкви Святого Михаила в Стэнтон-Харкорте и в часовне Святого Георгия в замке Виндзор.